# Tea Gueci
Tea Gueci (* 26. Dezember 1999 in Palermo) ist eine italienische Schachspielerin.

## Erfolge
Gueci, deren Vater Alberto Gueci ein Verdienter Internationaler Meister im Fernschach ist, begann im Alter von 7 Jahren mit dem Schach. Sie gewann die italienischen Jugendmeisterschaften 2009 in der Altersklasse U10 weiblich und 2011 in der Altersklasse U12 weiblich und nahm an je fünf Jugendwelt- und Jugendeuropameisterschaften teil, wobei ihr größter Erfolg der siebten Platz bei der Weltmeisterschaft U12 weiblich 2011 in Caldas Novas war. Im Juli 2012 gewann Tea Gueci in Acqui Terme die italienische Frauenmeisterschaft und ist damit die jüngste Spielerin, der dies gelang. Seit 2019 ist Gueci Internationale Meisterin der Frauen. Sie hatte zu diesem Zeitpunkt bereits fünf Normen erfüllt, und zwar im Juli 2014 beim FE 5 Terra degli Elimi in Erice, im November 2017 bei der Mannschaftseuropameisterschaft der Frauen in Limenas Chersonisou (jeweils mit Übererfüllung), im August 2018 beim Open Intl de Sants Hostafrancs i Bordeta G-A in Barcelona, im Februar 2019 beim 33eme Festival Intl des Jeux de Cannes - Open A in Cannes (mit Übererfüllung) sowie im März 2019 bei der Einzeleuropmeisterschaft in Skopje.

## Nationalmannschaft
Gueci nahm mit der italienischen Frauenauswahl an der Schacholympiade 2014, den Mannschaftseuropameisterschaften 2013, 2017 und 2019 sowie den Mitropacups 2016, 2018 und 2019 teil.

## Vereine
In Italien spielte Gueci für Circolo Palermitano Scacchi, Circolo Scacchi R. Fischer Chieti, mit dem sie 2015 die italienische Mannschaftsmeisterschaft der Frauen gewann und am European Club Cup der Frauen 2013 und 2015 teilnahm sowie für Caissa Italia Pentole Agnelli, mit denen sie 2019 die italienische Mannschaftsmeisterschaft der Frauen gewann. In der österreichischen Frauenbundesliga spielte Tea Gueci in der  Saison 2019/20 für den Kufsteiner Verein Schach ohne Grenzen, in Deutschland spielt sie in der Saison 2023/24 in der 2. Frauenbundesliga Süd für den FC Bayern München. 